# محمد توركمحمد
 محمد تورك محمد (ولد في أكتوبر 1980 في كركوك، العراق)، لاعب كرة قدم محترف يلعب في مركز خط الوسط تركماني عراقي. يلعب حالياً لنادي كارسياكا في دوري الدرجة الأولى.

## وصلات خارجية
- محمد توركمحمد على موقع اتحاد تركيا (لاعب) (الإنجليزية)
- محمد توركمحمد على موقع قاعدة بيانات كرة القدم.إي يو (الإنجليزية)
- محمد توركمحمد على موقع عالم كرة القدم.نت (الإنجليزية)

- الملف الشخصي في TFF.org